# Tractat Tripartit
El Tractat Tripartit, és el document més llarg dels Manuscrits de Nag Hammadi que fou trobat en bon estat i és l'últim del còdex I (NHC I, 51-138).

## Aspectes literaris
Constitueix una recopilació de conceptes de teologia gnòstica, i és el treball d'un professor valentinià que exhibeix el seu coneixement del sistema sobre el que l'església de Valentí Gnòstic basà la seva ensenyança. En la forma i contingut, el text correspon als tractats que Sant Ireneu i Hipòlit de Roma usaren per impugnar la seva presentació de la doctrina de Valentí. Per tant, ens dona accés directa a aquest tipus de literatura, sense que sigui necessari acceptar la interpretació, sovint tendenciosa, que els estudiosos de les heretgies ens han deixat.

## Idioma
Tot i que, escrit en grec originalment, aquest text és conegut solament a través d'aquest manuscrit copte. Cap més testimoni escrit ens ha arribat i cap menció o cita és coneguda en la literatura antiga.

## Autor
Malgrat el treball és part d'una tradició que involucra l'exposició sistemàtica del Valentinisme, l'escriptor és, sens dubte, un pensador original que està interessat més en l'estructura lògica del sistema, que en posar en detall lo mitològic. Es considerava membre de l'església de la carn (125, 4-5) del Senyor i té molt de compte en explicar el seu coneixement de l'església i el seu lloc en aquest món.

## Contingut
El tractat no es dirigeixi explícitament a una audiència valentiniana, cosa gens sorprenent atès que els Valentinians es consideraven cristians i era estrany que fessin referencia a Valentí.
Una comparació del contingut del Tractat amb els sistemes Valentinians descrits pels heresiòlegs revela moltes expressions comuns. Alguns dels més característics inclouen:
- La divisió de l'eó caigut en dos entitats;
- El retorn de la missió del Fill-Salvador al Pleroma;
- La fruita comuna del Pleroma, i la tripartició en carnal, vident i espiritual.

L'apel·lació a la categoria de vident, té per finalitat, donar una avaluació segura al creador, al món, a les escriptures jueves, i als altres cristians no-valentinians, i és típica del Valentinisme. Aquesta categoria serveix per distingir l'església Valentiniana, considerada espiritual, d'altres Cristians i Jueus per una banda, i d'altra banda, de grups caracteritzats pel dualisme i anti-judaisme radical, com l'església de Marció i altres grups Gnòstics.

## Estructura literària
L'estructura del Tractat segueix el model conegut de la presentació del Valentinisme pels heresiòlegs, i té els elements principals de certs tractats gnòstics no- Valentinians, com l'Apòcrif de Joan. Resumeix a la seva part fonamental els elements d'aquest model:
1. La descripció del Déu transcendent i el Pleroma,
2. La passió dels eons més joves,
3. La missió del Salvador i la creació del món,
4. La creació de la humanitat,
5. La vinguda del Salvador, i
6. L'escatologia.

Aquest model, es presenta amb moltes variacions individuals.

## Importància
La importància del Tractat Tripartit radica no sòls en el fet que permet comprendre millor alguns dels elements fonamentals del sistema Valentinià, sinó que també ens permet conèixer una interpretació original del seu sistema.
El que els heresiòlegs tractaren amb burla i presentaren com desacords entre els heretges, era en realitat una obra dramàtica sobre la realitat d'aquest temes comuns, i desconfiaven d'un vocabulari que hauria desviat l'atenció de les veritats transcendentals.